# Anke Palm
Anke Palm (* 1988) ist eine deutsche Rettungsschwimmerin.

## Leben
Anke Palm ist von Beruf Polizeibeamtin. Sie gehört der Deutschen Lebensrettungsgesellschaft in Halle Saalkreis an, bei der sie sich schon früh mit dem Rettungsschwimmen auseinandersetzte. Sie spezialisierte sich auf die Disziplin 50 m Rettungsschwimmen mit der Puppe und auf Staffelschwimmen. Sie gehört dem A-Kader der DLRG an.
Im Jahr 2009 gewann sie mit der Brettrettungsstaffel den DLRG-Cup.
Sie wurde mit der Staffel Europameisterin und stellte dabei einen neuen Weltrekord auf. Bei den Weltmeisterschaften 2010 errang sie mit der Staffel den 3. Platz. Im Jahr 2014 wurde sie Deutsche Meisterin im Mehrkampf und in der Staffel. Ebenfalls 2014 wurde sie Dritte bei den Weltmeisterschaften mit der Puppenstaffel.
Für ihre sportlichen Leistungen wurde sie am 25. Oktober 2013 von Bundespräsident Joachim Gauck mit dem Silbernen Lorbeerblatt ausgezeichnet.